# The Man from Nowhere
The Man from Nowhere (아저씨?, AjusshiLR) è un film del 2010, prodotto in Corea del Sud, diretto da Lee Jeong-beom, con protagonista l'attore Won Bin. La pellicola ebbe nel 2010 un grande successo, con il più alto numero di incassi in tutta la Corea. Il film è uscito anche nelle sale degli Stati Uniti e del Canada il 1º ottobre 2010. In Italia è stato distribuito in DVD e successivamente venne trasmesso su Rai 4 con il titolo L'uomo che veniva dal nulla.

## Trama
Cha Tae-sik gestisce un banco dei pegni in un piccolo quartiere. Conduce una vita tranquilla e isolata; l'unica persona con cui parla ogni tanto e che lo lega al resto della società è una bambina, la vicina di casa So-mee. Quest'ultima è orfana, affidata a Hyo-jeong, una drogata di eroina, perciò la bambina si vede costretta a rubare. La storia ha inizio quando Hyo-jeong sottrae dell'eroina a dei trafficanti di droga e la nasconde al banco dei pegni, all'interno di una fotocamera.
Ignaro del contenuto dell'oggetto, Cha Tae-sik l'accetta. Quando la malfamata organizzazione la scopre, Hyo-jeong e sua figlia vengono sequestrate. Cha Tae-sik, senza farsi intimidire, restituisce la droga, in cambio del rilascio delle due vicine di casa. Ma Man-sik e Jong-sik, leader dell'organizzazione, incuriositi dal carattere di Cha Tae-sik, iniziano un gioco crudele, dove faranno emergere la disperazione e la speranza di Cha Tae-sik nel trovare sia la piccola So-mee nonché i ricordi di una vita ormai finita, la sua.

## Distribuzione

### Edizione italiana
La direzione del doppiaggio di The Man from Nowhere è a cura di Nicola Marcucci, assistita da Valeria Vidali; quest'ultima si è occupata, insieme al marito Alessandro Budroni, anche dei dialoghi italiani della pellicola. La sonorizzazione è avvenuta a Roma presso la CTA, mentre il fonico di missaggio è Mauro Lopez.

## Premi
- 2010: (19°) Buil Film Awards - 8 ottobre[1]
  - Miglior musica: Shim Hyun-jung
  - Premio Speciale (Buil Independence Judge): The Man from Nowhere
- 2010 (19°) Philadelphia Film Festival - 14-24 ottobre
  - "Graveyard Shift Special Mention"
- 2010: (47°) Premio Daejong - 29 ottobre[2]
  - Miglior Attore: Won Bin
  - Premio di popolarità: Won Bin
  - Miglior montaggio: Kim Sung-bum, Kim Jae-bum
  - Migliori effetti speciali: Jeong Do-an
- 2010: (8°) Korea Film Awards - 18 novembre[3][4]
  - Miglior attore: Won Bin
  - Migliore nuova attrice: Kim Sae-ron
  - Miglior fotografia: Lee Tae-yoon
  - Migliori luci: Lee Chul-oh
  - Miglior montaggio: Kim Sang-beom, Kim Jae-beom
  - Migliori effetti speciali: Park Jung-ryul - per scene d'azione
  - Miglior musica: Shim Hyun-jung
- 2010: (31°) Blue Dragon Film Awards - 26 novembre[5]
  - Premio tecnico: Park Jung-ryul - per scene d'azione
  - Premio di popolarità: Won Bin
  - Premio Box Office: The Man from Nowhere